# کلارا ایماوار
کلارا ایمرواهر (آلمانی: Clara Immerwahr؛ زاده ۲۱ ژوئن ۱۸۷۰، درگذشته ۲ مهٔ ۱۹۱۵) یک شیمی‌دان یهودی تبار آلمانی بود.
ایمرواهر اوّلین شیمی‌دان زن آلمانی بود که در دانشکدهٔ شیمی مدرک رسمی دریافت کرد. همچنین به عنوان یک صلح‌طلب و همچنین فعال حقوق زنان شناخته شده است.
ایمرواهر در سال ۱۹۰۱ با فریتس هابر (برندهٔ جایزه نوبل شیمی) ازدواج کرد و در ۲ مهٔ ۱۹۱۵ پس از مخالفت‌های طولانی با اقدامات همسرش و روش‌های سرکوبگر او در طراحی و ساخت سلاح‌های کشتار جمعی و شرکت وی در جنایت‌های جنگی، دست به خودکشی زد.

## سنین جوانی و تحصیل
ایمرواهر در مزرعهٔ Polkendorff در نزدیکی وروتسواف (سپس در شرق پروس، در حال حاضر به عنوان وروتسواف، در غرب لهستان شناخته می‌شود) متولد شد. مزرعهٔ Polkendorff همان جایی است که پدرش که او نیز یک شیمی‌دان بود، کود مصنوعی شیمیایی در بخش کشاورزی را با موفقیت آزمایش کرد.
کلارا جوان‌ترین دختر والدین یهودی، شیمی‌دان فیلیپیان ایمرواهر و همسرش آنا (née Krohn) بود و در مزرعه با سه خواهر بزرگترش، الی، رز و پل بزرگ شد.
در سال ۱۸۹۰ که مادرش به علّت ابتلا به بیماری سرطان فوت کرد، در حالی که الی و همسرش در مزرعه ماندند، کلارا با پدرش به وروتسواف رفت.
ایمرواهر تا سال ۱۹۰۰ در دانشگاه وروتسواف تحصیل کرد و مدرک دکترای خود را در رشتهٔ شیمی تحت نظر ریچارد آبگ و با نوشتن پایان‌نامه‌ای تحت عنوان «مشارکت در حلالیت کمی از محلول‌های محلول جیوه، مس، سرب، کادمیم و روی» دریافت کرد.
او اوّلین شیمی‌دان زن آلمانی بود که مدرک دکترای خود را در دانشکدهٔ شیمی در دانشگاه وروتسواف دریافت کرد.

## ازدواج و کار تحقیقاتی
کلارا در سال ۱۹۰۱، یعنی چهار سال پس از اینکه در سال ۱۸۹۷ به مسیحیت گروید، با فریتس هابر (برندهٔ جایزه نوبل شیمی) ازدواج کرد.
با توجه به انتظارات اجتماعی آن زمان از یک زن متأهل، او مجبور به ماندن در خانه و عدم فعالیت اجتماعی و تحقیقاتی بود. او در این زمان، به کار تحقیقاتی همسرش و ترجمهٔ برخی از مقالات خود به زبان انگلیسی، بدون اینکه نامی از خود در مقالاتش ذکر کند، کمک کرد. تنها ثمره این ازدواج، هرمان هابر (۱۹۴۶–۱۹۰۲) بود که در ۱ ژوئن ۱۹۰۲ به دنیا آمد.
ایمرواهر از شرایط زندگی خود نارضایتی عمیقی داشت و در نزد دوستانش گفته بود، همیشه این نگرش من بوده است که زندگی فقط در صورتی ارزش زندگی کردن را دارد که انسان از همهٔ توانایی‌های فردی خود استفادهٔ کامل کرده و تجربیات و سطح دانش خود را بیازماید و یک زندگی انسانی داشته باشد. من به همین انگیزه، تصمیم گرفتم که در آن زمان ازدواج کنم… زندگی‌ای که کلارا خود را از آن بیرون کشید، بسیار ساده و مختصر بود… او به دلیل مخالفت با روش سرکوبگر فریتس بود که به عنوان یک شخصیت بی‌ادّعا، با خودکشی درگذشت.
در طی جنگ جهانی اول، فریتس هابر حمایت شدیدی از تلاش نظامی ارتش آلمان کرد و همچنین نقش مهمی در توسعهٔ سلاح‌های کشتار جمعی شیمیایی (به‌ویژه گازهای سمی) ایفا کرد.
ایمرواهر علیه تحقیقات شوهرش و همچنین علیه «انحراف آرمان‌های علم» و «نشانه‌ای از برانگیختن، فساد نظم و انضباط و کشتار مردم بی‌گناه که بینش‌های جدیدی را در زندگی به ارمغان آورد، اعتراض کرد و همیشه مخالف سرسخت نوع تحقیقات همسرش که منجر به جنایت جنگی شد، بود.

## مرگ

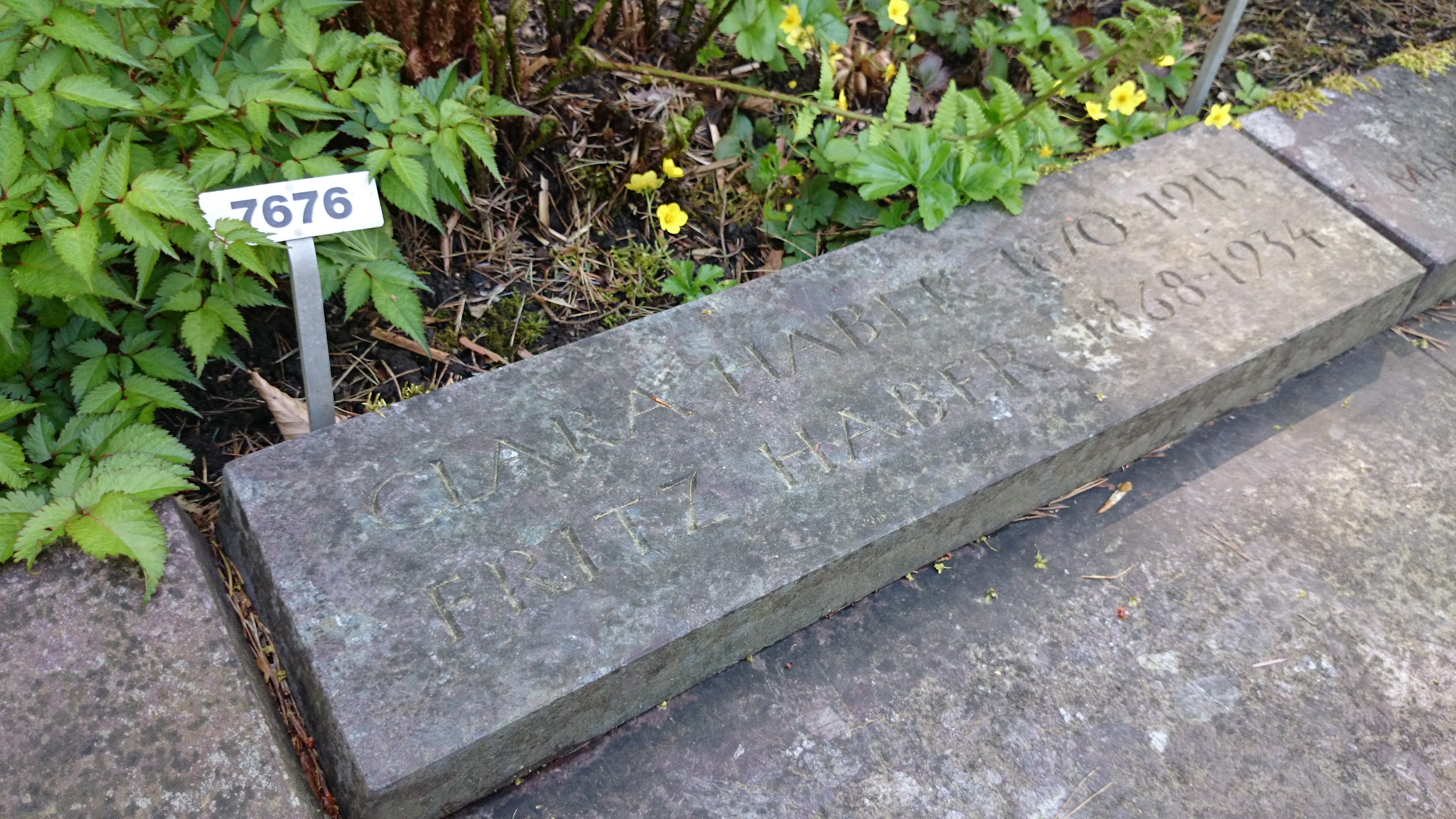
قبر فریتس و کلارا ایمرواهر با نام خانوادگی هابر، گورستان Hörnli، نزدیک بازل، سوئیس

مدّت کوتاهی پس از بازگشت هابر از بلژیک، ایمرواهر با استفاده از تپانچه نظامی هابر، به ناحیه قفسه سینهٔ خود شلیک کرد و در ۲ می ۱۹۱۵، او در آغوش پسرش فوت کرد. صبح روز بعد از مرگ او، هابر پس از اوّلین حمله با گازهای شیمیایی به روس‌ها، جبهه شرقی را ترک کرد.
خودکشی او تا مدّت‌ها در تاریکی و ابهام باقی ماند. شصت روز پس از مرگ او، تنها روزنامهٔ محلّی Grunewald-Zeitung گزارش داد که همسر دکتر فریتس هابر که در حال حاضر در جبهه است، در دالم با شلیک گلوله، به زندگی خود پایان داده است. این روزنامه، دلایل این عمل کلارا را صرفاً یک نارضایتی ناشناخته اعلام کرد. شواهدی از کالبد شکافی جسد وجود ندارد. شرایط ضعیف مستند مرگ او منجر به بحث و گفت‌وگوی قابل‌توجهی در مورد دلایل مرگ او شده است.
خاکستر کلارا ایمرواهر از دالم به شهر بازل واقع در سوئیس منتقل شد و همراه با هابر پس از مرگ او در ۱۹۳۴ به خاک سپرده شد. پس از آن، هرمان هابر پسرش به ایالات متحده مهاجرت کرد، جایی که او قبلاً در سال ۱۹۴۶ خودکشی کرده بود. فریتز هابر (۲۰۰۴–۱۹۲۱)، فرزند فریتز هابر و همسر دومش، شارلوت، فریتز هاپر (Lutz)، کتابی دربارهٔ سموم خطرناک استفاده شده در بمب‌های شیمیایی کشتار جمعی (۱۹۸۶) منتشر کردند.

## نمایشنامه، فیلم و داستان
تعدادی از آثار نمایشنامه‌ای از زندگی کلارا ایمرواهر الهام گرفته شده تا رابطهٔ فریتس و کلارا را مورد نقد و بررسی قرار دهند.
- فیلم کوتاه هابر، نوشته شده و به کارگردانی Daniel Ragussis، تلاش کرده تا برخی از مسائل مربوط به رابطهٔ این زوج را بررسی کند.[۲۶]
- هابرز همچنین در رمان «احیای ارواح» توسط جودیت کلر میچل برجسته عمل می‌کند، جایی که شخصیت‌های آن‌ها به نام لنز و آیرس آلرت[۲۷]
- کارهایی مانند Good Good (2008)، به کارگردانی Celia de Wolff و نوشته شده توسط جاستین هایرز، کلارا را به شدّت تحت‌تأثیر تحقیقات شوهرش در جنگ گاز قرار می‌دهد.[۲۸]
- زندگی آن‌ها نیز در سریال تلویزیونی آمریکایی نابغه (مجموعه تلویزیونی) به تصویر کشیده شده است.
- در سال ۲۰۱۴ فیلم کلارا ایمرواهر منتشر شد. (کارگردانی هارالد Sicheritz)